# Юбилейная (кимберлитовая трубка)
Кимберли́товая тру́бка «Юбиле́йная» — кимберлитовая трубка в Мирнинском районе Якутии.

## История
Трубка была открыта при установке скважин вокруг её небольшой трубки-спутника — трубки «Озёрная». Трубка названа в честь 30-летия Победы советского народа в Великой Отечественной войне.
В 1984 году было начато строительство карьера, которое закончилось в 1990 году, после чего началась разработка трубки.

## Геология
Трубка имеет грушевидную форму, она является самым крупным объектом в Якутской кимберлитовой провинции. Карьер разработки трубки имеет глубину в более чем 100 метров.
Трубка состоит из трёх блоков — одного цилиндрического, он же является центральным, и двух дайкообразных, расположенных к западу и востоку от центрального.
В 2013 году в карьере трубки «Юбилейная» был добыт крупный ювелирный алмаз весом 235,17 карата, названный в честь трёхсотвосьмидесятилетия основания города Вилюйск.

## Статистика
|                   | 2012 | 2013 | 2014  | 2015 | 2016 | 2017 | 2018 | 2019 | 2020 | 2021 |
| ----------------- | ---- | ---- | ----- | ---- | ---- | ---- | ---- | ---- | ---- | ---- |
| Алмазы, млн карат | 6,6  | ▲8,4 | ▲10,1 | ▼9,2 | ▼7,8 | —    | ▲8,8 | ▼6,9 | ▼6,2 | ▼5,1 |

## Топографические карты
Лист карты Q-49-XV,XVI Алакит. Масштаб: 1 : 200 000. Указать дату выпуска/состояния местности.